# Retignano
Retignano es una fracción de casi 400 habitantes de la ciudad de Stazzema, situado a una altitud de 360-440 metros s.l.m. en Versilia, en la provincia de Lucca, Toscana, Italia.
Nació como un asentamiento de los Ligures-Apuanos y se desarrolló bajo el dominio de los romanos, Retignano pronto se convirtió en uno de los principales centros de alta Versilia, los Alpes Apuanos, conocida fortaleza del enemigo que viene del mar y el punto de observación estratégico del suministro de madera, diversos materiales la minería y el mármol. Después de un período de independencia como Comuna, duró varios siglos, en 1776, el Gran Duque Pietro Leopoldo escapó al país este título, sometiéndolo al dominio de Lucca, la provincia que ahora es parte. Retignano volvió a florecer en la segunda mitad del siglo XIX, gracias a la apertura de las canteras de mármol, los sitios mineros de la preciada "florecido bardiglio", especialmente apreciado por los británicos, los mismos financieros del proyecto.
En el período entre las dos guerras mundiales, el país experimentó una rápida despoblación, causada por la emigración a las grandes ciudades oa otros países, principalmente en Estados Unidos y Argentina. Asediado por los alemanes y se utiliza para su envidiable posición, luego vino "recapturado" por los soldados estadounidenses que se sentaron uno de sus principales bases en la etapa alcanzada en la línea gótica.
Retignano disfruta el clima templado garantizada por el lado de los Alpes Apuanos y la costa de Versilia bagnatadal Mar Tirreno.

## Historia

### Los primeros asentaimentos
Los orígenes se remontan a veinte años 580-560 aC, en la época romana tardía, en el que las milicias de Roma se enfrentaron los ligures, una población de los Alpes Apuanos. Se cree, de hecho, que incluso entonces había un pequeño grupo de chozas rodeadas de muchos campos de cultivo, algunos de los cuales son compartidos con otros asentamientos cercanos de Terrinca y Levigliani, donde también se encontraron algunos rastros de esta población. Con Levigliani compartida también una pequeña necrópolis.
Los ligures Apuanos, o simplemente Apuani, tenía una población que se ha dividido en varias tribus, Nomen llama por historiadores romanos; uno de ellos se liquida entre las sierras del complejo área Mont'Alto, muy grande, delimitadas por fronteras naturales y llenos de recursos, incluidos los cursos de agua, las plantas medicinales y la vida silvestre. Aquí Apuani llevó una vida nómada y explotó las áreas Retignano para la satisfacción, desde la primavera hasta principios del invierno. En las zonas más protegidas y claros de "Gordici" y "Valimoni", ciudad de Retignano situado en el bosque, a unos 700 metros s.l.m., llamado por luki Apuani, se puso de pie los restos de pequeños asentamientos. En caso de guerra, fue prevista la apelación a una cumbre fortificada, un pico desde el cual podemos ver el horizonte e informar rápidamente la llegada de los enemigos. Para Retignano, esta cumbre coincide con la parte superior de la montaña "Castillo", cuya etimología probablemente tiene que ver con este hecho. A partir de ahí se puede ver todo el valle de Versilia, la costa y, en días claros, incluso un atisbo del archipiélago toscano. Los huecos dejados por los historiadores romanos no han logrado identificar las tribus que poblaron Retignano. Se cree que fueron los Vasates, habitantes de Evolved, ubicación frente Retignano y que de ellos se deriva su nombre.
A través de los siglos, debido al gran interés mostrado por los romanos a los recursos de la Versilia, y los ligures fueron atacados en varias ocasiones por el ejército romano. Después de la derrota de Aníbal, según lo dicho por Tito Livio, en 193 aC Ligures tomaron la iniciativa, luchando contra los romanos y comenzando así un largo período de guerra.
Los romanos poseían varias armas y una cultura más desarrollada de la guerra, por lo que en varias ocasiones se las arreglaron para dominar a los ligures, que, por su parte, podría aprovechar el conocimiento local para organizar mejor ofensiva y retirada.
En 186 aC, los ligures infligió una dura derrota a las tropas de la consola Quinto Marcio Filippo, que atrae a cientos de soldados romanos en una serie de gargantas estrechas y terreno escarpado. El lugar de la catástrofe, según Livio, a continuación, tomó el nombre de Saltus Marcio, es decir. "La diferencia Marcio". El historiador romano dice que los romanos tuvieron que desnudarse las únicas armas para vencer a retirarse más rápido.

## Lugares emblemáticos y monumentos

### La iglesia

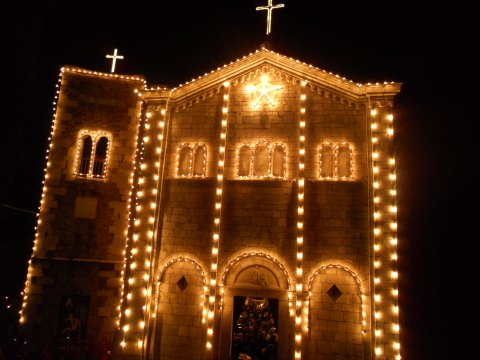
Pascua 2014

Algunas fuentes datan la construcción de la iglesia de San Pedro en Retignano antes del siglo VIII dC Inicialmente se trataba de un pequeño edificio, con una fachada que da al valle. En el lado izquierdo había una entrada, después amurallada, de los cuales hoy en día todavía se pueden ver algunos restos. Durante el siglo XIII fue ampliado y se volvió hacia el oeste, y en el siglo XIV se convirtió en una parroquia.
De 1525 a 1530 se amplió en la parte trasera con la adición de un ábside y ventanas de una sola luz circular. En 1581 el techo, dañado, fue reparado y la oportunidad también fue tomada para restaurar la rectoría, el suelo y la tumba de la parroquia (1588). Poco antes de la unificación de Italia en 1861, la iglesia de San Pedro fue más 'modernizado': De lo contrario desaparecido en poco tiempo los últimos artículos de gran interés histórico de las fachadas laterales. Por falta de fondos ni siquiera era posible hacer un diseño Andreotti di Pietrasanta. Luego pasó por la diócesis de Lucca a Pisa tras la decisión de Pío VI el 18 de julio de 1789.
En 1902, la sacristía y se restauró en los años cincuenta se añadieron escaleras de mármol y se transfiere algunos registros de arriba. Al inicio del tercer milenio, el mal tiempo dañó las ventanas ojivales individuales y paredes interiores. Recientemente, por otra parte, se han encontrado restos de viejas hojas de proyectos que datan del período en que el edificio fue restaurado y se crio. Una serie de columnas tendría que rodear todo el nuevo nivel de la iglesia, con el fin de desviar la atención de las ventanas viejas romanos ahora amuralladas. Sin embargo, el proyecto ha tenido diferentes implicaciones y fue abandonado.

## Canteras de mármol
La Alta Versilia se caracteriza por varios sitios de extracción de mármol. En particular, se sabe que Retignano el complejo de las ranuras de Montalto. A raíz de una medida de "liberalización minera" de 1788 y gracias a la financiación del Banco de Elisiana Elisa Bonaparte Baciocchi, varios empresarios italianos y extranjeros optaron por invertir en Versilia y se dirigieron sull'acquistare de la tierra en la antigua causa común de Retignano y Volegno, sin hacer las excavaciones marmifere en Versilia, en el corazón de la revolución industrial. Entre los más importantes empresarios interesados en Retignano recordar Sancholle, Beresford y especialmente Henraux.
Las canteras Montalto entró en funcionamiento a partir del bienio 1818-1820, cuando fue posible iniciar la extracción de un precioso mármol y apreciado en el extranjero: el "bardiglio florecido". La producción fue importante debido a la continua demanda de este mármol y su calidad. Sin embargo, los mineros fueron obligados a trabajar en condiciones adversas debido a la ubicación inaccesible de las canteras y la dificultad de transportar el mármol de la cantera a los centros de recogida y laboratorios. Aunque la producción de bardiglio floreció y otros mármoles se prolongó durante más de un siglo y medio, las dificultades no fueron pocas y sobre las canteras corrían el riesgo de cierre.
Durante la Segunda Guerra Mundial y la ocupación nazi posterior de la localidad de Stazzema, las canteras de Retignano suspendieron sus actividades mineras. Los empresarios más grandes, después de la Segunda Guerra Mundial, confiaron las canteras a las comunidades locales canteros, prefiriendo invertir en otras fuentes marmifere más rentables. En los años sesenta el sistema lizzatura mármol fue abandonado y canteras Retignano no estaban equipados con las carreteras a los vehículos utilizados para la carga / descarga del material. Así fue que antes de que comenzaran las canteras setenta para ser gradualmente abandonada.
Hoy en día las cuevas están abiertas al público y accesible a través de las vías de vinculación de los países de Retignano y Volegno.
A lo largo del camino principal, que comienza a partir de Sanatoio-Prossaia, en lugares Canalettora es una casa en ruinas y un poco antes de que la ruta de la marcha de las canteras Mont'Alto. A partir de la imagen podemos ver que en la actualidad las canteras han sido invadidas por diversas plantas y Scepi, un estado de total abandono debido también a la falta de consentimiento de la empresa Henraux para mantener viva la memoria de esos lugares. Como ya se ha señalado, las canteras de hoy no están en el negocio, pero que son ricos en casi todas las plantas características del Mediterráneo se encuentran en abundancia tomillo, espárragos, camugero, semilla de uva y otras plantas todavía.

## Sport

### Fútbol

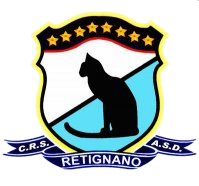

Antes de 1996, el torneo de fútbol entre los equipos del municipio de Stazzema se llevó a cabo en el campo de deportes de la pequeña localidad de Cardoso. Tras las inundaciones en Versilia, de 19 de junio de 1996, la región de la Toscana de los fondos adecuados para las zonas afectadas por las inundaciones, y lo común distribuyen una parte de los fondos también a otros países, entre ellos Retignano, con el fin de mejorar algunas estructuras existentes. Desde el campo de fútbol de edad había sido arruinada por la inundación, se decidió crear una nueva en el complejo "en Piano" por Retignano. El campo de juego fue posteriormente bautizada como "Tierra de deportes Ricci y Macchiarini de 1996" en la memoria de dos niños que perdieron la vida en ese trágico evento. Que ha estado en funcionamiento desde principios del siglo XXI, el campo de deportes Retignano es la sede de la formación del equipo local, Alta Versilia y aloja los torneos anuales de verano e invierno.
El principal de equipo de fútbol del país es el C.R.S. Retignano, fundada en la segunda mitad del siglo XX, que juega en el Grupo A Lucchese 3ª Categoría. Los colores son blanco y azul claro, con un gato que simboliza el país. El equipo ha ganado hasta ahora tanto como 10 trofeos en el torneo de la alta Versilia, la más reciente de ellas en 2016.